# Odontopyge diversifacies
Odontopyge diversifacies är en mångfotingart som beskrevs av Filippo Silvestri 1898. Odontopyge diversifacies ingår i släktet Odontopyge och familjen Odontopygidae. Inga underarter finns listade i Catalogue of Life.